# Katedrála tří svatých Doktorů a svatého Tichona Zadonského
Katedrála tří svatých Doktorů a svatého Tichona Zadonského (fr. Cathédrale des Trois-Saints-Docteurs-et-Saint-Tikhon-de-Zadonsk) je katedrální chrám ruské pravoslavné církve v Paříži v 15. obvodu, v ulici Rue Pétel. Katedrála je zasvěcena třem svatým doktorům neboli hierarchům (tj. Jan Zlatoústý, Basileios Veliký a Řehoř z Nazianzu) a svatému Tichonovi Zadonskému (1724–1783), voroněžskému biskupovi. V katedrále se nachází zázračná ikona Panny Marie Iverské, ochranitelky Moskvy z roku 1758.

## Historie
Stavba katedrály, kterou inicioval biskup Benjamin Fedčenkov, byla dokončena v roce 1931. Když byla v pařížském antikvariátu nově objevena zázračná ikona Panny Marie Iverské, byla zakoupena a postaven pro ni tento chrám. Katedrála je po katedrále Alexandra Něvského druhou ruskou katedrálou v Paříži.